# 31650 Frýdek-Místek
(31650) Frýdek-Místek, denumire internațională (31650) Frydek-Mistek, este un asteroid din centura principală de asteroizi.

## Descriere
31650 Frýdek-Místek este un asteroid din centura principală de asteroizi. A fost descoperit pe 18 aprilie 1999 la Observatorul din Ondřejov de Petr Pravec. Asteroidul prezintă o orbită caracterizată de o semiaxă mare de 2,74 ua, o excentricitate de 0,19 și o înclinație de 14,0° în raport cu ecliptica.